# Patty Schemel
Patty Schemel, née le 28 avril 1967 à Seattle, est une batteuse américaine. Elle rejoint le groupe Hole en 1992 et le quitte en 1998, juste avant la sortie de leur troisième album, Celebrity Skin. Elle retrouve la chanteuse Courtney Love dans les années 2000 pour une brève carrière solo, pour ensuite accompagner le groupe Juliette and the Licks.
En 2010, Schemel continue à jouer de la musique et donne des cours de batterie, en plus de posséder une entreprise de garderie de chiens. En 2013, Schemel rejoint le groupe indie rock Upset, formé par Ali Koehler, précédemment des Vivian Girls et Best Coast. Elle a également joué avec son frère Larry Schemel, lui-même musicien, appelé Death Valley Girls.

## Biographie

### 1967-1991: Jeunesse et début de carrière
Patty est le deuxième enfant de trois et a grandi à Marysville (Washington). Schemel a commencé à jouer de la batterie à l'âge de onze ans, et a joué de la musique avec son frère Larry qui est guitariste. C'est adolescente que la musicienne a divulgué à sa famille qu'elle était lesbienne. Musicalement, les premières influences de Schemel incluents Echo & The Bunnymen, AC/DC et fils, entre autres groupes de punk rock, et à quinze ans, elle forme avec son frère Larry son premier groupe, Sybil, qui a été rebaptisé kills Sybil en raison de l'artiste du même nom.
En 1987, elle rejoint Doll Squad, un groupe punk rock entièrement féminin de Seattle. Avec la bassiste Annette Billesbach, la guitariste Cathy Watson, la guitariste et chanteuse Helen Halloran Mara Dralle. Le groupe était initialement actif de 1987 à 1989 et a acquis de nombreux fans de musique Indie à Seattle, jouant aux côtés de Nirvana.
Entre kills Sybil et Doll Squad, Patty a joué de la batterie pour Everett Washington et son groupe The Primitives ainsi que le poète Raegan Butcher et les légendes locales Danny Darst et Tommy Suzuki.

### 1992-1998: HOLE
Après le départ du batteur de Nirvana Tchad Channing, Patty Schemel a été envisagée pour le remplacer par Kurt Cobain Cobain a en effet été un fan de l'ancien groupe Sybil de Schemel, également basé à Seattle. Cependant, après l'audition de Dave Grohl, Schemel est devenue le deuxième choix de Cobain, mais Patty et Kurt Cobain sont restés très amis. 
Après le départ de Caroline Rue, batteuse du groupe Hole, la chanteuse Courtney Love recrute Schemel après que Cobain l'ait suggéré, et une audition qui a impressionné le guitariste Eric Erlandson, Schemel a été invitée à rejoindre le groupe en 1992. Le premier travail de Schemel avec Hole était l'enregistrement de leur quatrième single, Beautiful Son, sur lequel elle a également joué de la guitare sur la face B 20 Years in the Dakota. À la suite de cela, Schemel a joué de la batterie sur le deuxième et le plus connu disque de Hole (1994). Elle est ensuite allée en tournée avec le groupe pour la promotion de Live Through This. En avril 1995, Schemel est devenue la première femme à apparaître sur la couverture du magazine Drum World magazine.
Schemel a déclaré publiquement son homosexualité lors d'une entrevue avec le magazine Rolling Stone en 1995 en disant « c'est important » et qu'elle n'est « pas là-bas avec ce foutu drapeau rose mais il est bon pour les autres personnes qui vivent ailleurs dans des petites villes qui se sentent bizarres d'être gays, de savoir qu'il y a d'autres personnes qui le sont aussi et que c'est OK ». La petite amie de Schemel de l'époque était l'assistante personnelle de Courtney Love pendant la tournée mondiale 1994-1995. Toujours dans le milieu des années 1990, selon une source interne, Patty a eu une brève relation avec la joueuse de batterie Polly Johnson de 764-HERO.
Au même moment, elle a également enregistré avec Phranc, sur l'album Goofyfoot EP. En 1996, Schemel joue avec Hole et reprend la chanson de Fleetwood Mac Gold Dust Woman, bande originale du film de The Crow, la cité des anges. Elle a également chanté les chœurs et figurait en bonne place dans la vidéo pour la chanson. 
Cependant, lors de l’entrée en studio, Courtney Love et Eric Erlandson, sous pression du producteur Michael Beinhorn, ont suggéré d'utiliser un batteur de session pour enregistrer les pistes de batterie pour l'album. Cela a conduit au départ de Patty Schemel du groupe. Les morceaux de batterie ont été enregistrés par un batteur de session fourni par le producteur Beinhorn. Dans les mois suivants la sortie de l'album, Schemel n'était pas présente lors des interviews du groupe, et a finalement été remplacée par Samantha Maloney pour la tournée de l'album. Toutefois, en raison de sa contribution à l'écriture de l'album et ses démos, le nom et la photo de Schemel figuraient encore sur la pochette de l'album.

## Vie privée
Patty Schemel est ouvertement lesbienne, elle est mariée avec Christina Soletti.